# Ковыкино (6 км)
Ковыкино (6 км) — деревня в Глебовском сельском округе Глебовского сельского поселения Рыбинского района Ярославской области .
Деревня  расположена к югу от автомобильной дороги Рыбинск—Глебово, в 2 км к югу от расположенной на этой дороге деревни Мархачево. Деревня стоит на небольшом поле в окружении лесов. На расстоянии около 1 км к востоку от деревни находятся верховья реки Юга. К северу от Ковыкино за небольшой рощей расположена деревня Починок.  К югу от Ковыкино на расстоянии 1,5 км стоит деревня Добрино, а за ней протекает река Кормица и стоит ещё одна деревня Починок .
Деревня Бол. Кавыкина указана на плане Генерального межевания Рыбинского уезда 1792 года. Деревня Ковыкино (5 км) на этом плане обозначена М. Кавыкина.
На 1 января 2007 года в деревне числилось 4 постоянных жителя . Почтовое отделение, расположенное в селе Глебово, обслуживает в деревне Ковыкино 20 домов .